# Delphacodes nigrifrons
Delphacodes nigrifrons är en insektsart som först beskrevs av Matsumura 1910.  Delphacodes nigrifrons ingår i släktet Delphacodes och familjen sporrstritar. Inga underarter finns listade i Catalogue of Life.